# Sirinuten
Sirinuten är en bergstopp i Antarktis. Den ligger i Östantarktis. Norge gör anspråk på området. Toppen på Sirinuten är 1 870 meter över havet, eller 261 meter över den omgivande terrängen. Bredden vid basen är 0,96 km.
Terrängen runt Sirinuten är kuperad åt nordväst, men åt sydost är den bergig. Trakten är glest befolkad. Närmaste befolkade plats är Svea, 11,9 kilometer norr om Sirinuten. 